# نيكولسكي
نيكول-إس-كي (بالأوكرانية: Нікольське)‏ كانت سابقاً تسمى فولودارسكي (بالأوكرانية: Володарське)‏ هي مدينة في أوبلاست دونيتسك في أوكرانيا.
يبلغ عدد سكانها حوالي 8,275 نسمة.